# Essay on the First Principles of Government

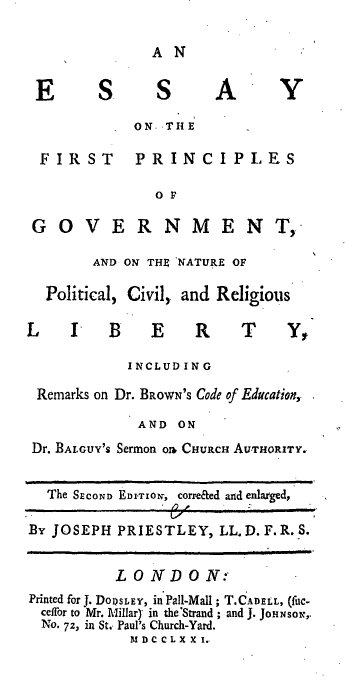
Folha de rosto do Ensaio de Joseph Priestley

Essay on the First Principles of Government de 1768 (Ensaio dos Primeiros Princípios do Governo, em português) é um dos primeiros trabalhos da teoria política liberal moderna do polímata britânico do século XVIII Joseph Priestley.

## Gênese do trabalho
Os amigos de Priestley o exortaram a publicar um trabalho sobre as injustiças suportadas pelos dissidentes religiosos por causa dos Test and Corporation Acts, um tópico ao qual ele já havia aludido em seu  Essay on a Course of Liberal Education for Civil and Active Life - Ensaio sobre um curso de educação liberal para a vida civil e ativa (1765).
Entre 1660 e 1665, o Parlamento aprovou uma série de leis que restringiam os direitos dos dissidentes: eles não podiam ocupar cargos políticos, lecionar, servir nas forças armadas ou frequentar Oxford e Cambridge, a menos que atribuíssem aos trinta e nove artigos da Igreja de Inglaterra. Em 1689, foi aprovada uma Lei de Tolerância que restaurou alguns desses direitos, se os dissidentes assinassem 36 dos 39 artigos (católicos e unitaristas foram excluídos), mas nem todos os dissidentes estavam dispostos a aceitar esse compromisso e muitos se recusaram a se conformar. Ao longo do século XVIII, os dissidentes foram perseguidos e as leis contra eles foram aplicadas de forma irregular. Os dissidentes continuamente peticionaram ao Parlamento para revogar o Test and Corporation Acts, alegando que as leis os tornavam cidadãos de segunda classe. A situação piorou em 1753 após a aprovação do Ato de Casamento de Lord Hardwicke, que estipulava que todos os casamentos deveriam ser realizados por ministros anglicanos; alguns se recusaram a realizar casamentos dissidentes.
 

Para defender os dissidentes, o texto rearticula os argumentos de John Locke dos Dois Tratados sobre o Governo (1689), mas também faz uma distinção útil entre direitos políticos e civis e defende a proteção de direitos civis extensivos. Priestley distingue entre uma esfera privada e uma esfera pública de controle governamental; educação e religião, em particular, ele sustenta, são questões de consciência privada e não devem ser administradas pelo Estado. Como afirma Kramnick, "a máxima fundamental da política de Priestley era a necessidade de limitar a interferência do Estado na liberdade individual". Para os primeiros liberais como Priestley e Jefferson, a "característica definidora da política liberal" era sua ênfase na separação entre Igreja e Estado. Em uma declaração que articula elementos-chave do liberalismo inicial, Priestley escreveu:
Deve necessariamente ser entendido, portanto, que todas as pessoas vivem em sociedade para seu benefício mútuo; de modo que o bem e a felicidade dos membros, que é a maioria dos membros de qualquer estado, é o grande padrão pelo qual tudo relacionado a esse estado deve finalmente ser determinado. 
Priestley reconheceu que a revolução era necessária às vezes, mas acreditava que a Grã-Bretanha já havia tido sua única revolução necessária em 1688 , embora seus escritos posteriores sugerissem o contrário. O radicalismo posterior de Priestley surgiu de sua crença de que o governo britânico estava infringindo a liberdade individual.